# 디바 (프로레슬링)
디바(Diva)는 과거 월드 레슬링 엔터테인먼트의 여성 프로레슬러를 지칭하던 말이다. 이 명칭은 2016년 4월 레슬매니아 32를 끝으로 폐지되었다.
토탈 논스톱 액션의 여성 프로레슬러는 넉아웃(Knockout)이라고 불리고 있다.